# Temstime
temstime (справжнє ім'я — Артем Шойжолов, нар. 11 жовтня 2005) — український музикант, співак, автор пісень та саундпродюсер у жанрах поп, синтвейв та електропоп.

## Біографія
Артем Шойжолов народився 11 жовтня 2005 року. З дитинства захоплювався музикою, танцями та акторською майстерністю. Брав участь у 5-му сезоні шоу «Голос. Діти», започаткував проєкт temstime.

## Творчість
Перший сингл «на відстані» (12 грудня 2024 року) став популярним у TikTok. Трек відзначається звучанням у стилі 1980-х із неоновими візуальними мотивами. У медіа трек описується як такий, що висвітлює тему емоційної дистанції, розставання між людьми. Реліз був випущений під лейблом Mayak Music. У 2024 році temstime випустив сингл «тож бувай» зі співачкою Love, Mary. Трек також привернув увагу в соцмережах, зокрема його публічно згадували українські артисти. 1 травня 2024 року брав участь у талант-шоу під назвою «Україна неймовірних людей». 9 липня 2024 року temstime випустив сингл «бруд», у якому описується внутрішня боротьба та опір «брудному світу». 
11 жовтня 2024 року temstime випустив дебютний альбом Chaos на лейблі Plan з 10 треків у стилі інді-поп з елементами лоу-фай. Номінант Megogo Music Awards 2024 в категорії «Нова хвиля альтернативної/інді-музики». Номінований премії «Золота Зоря Лірум» в категорії «Дебют року», яка пройшла 3 лютого 2025 року.
19 червня 2025 року випустив сингл «Два ідіоти»в межах мініальбому Pseudonym.
19 липня 2025 року temstime виступив на фестивалі Atlas Festival.

## Дискографія
- «на відстані» (дебютний сингл, 2023)
- «тож бувай» (сингл, 2024)
- «бруд» (сингл, жанр — поп/синтвейв)
- «Два ідіоти» (сингл, літо 2025)

### Альбоми
- Chaos (2024)
- Pseudonym (2025)